# 南美洲历史

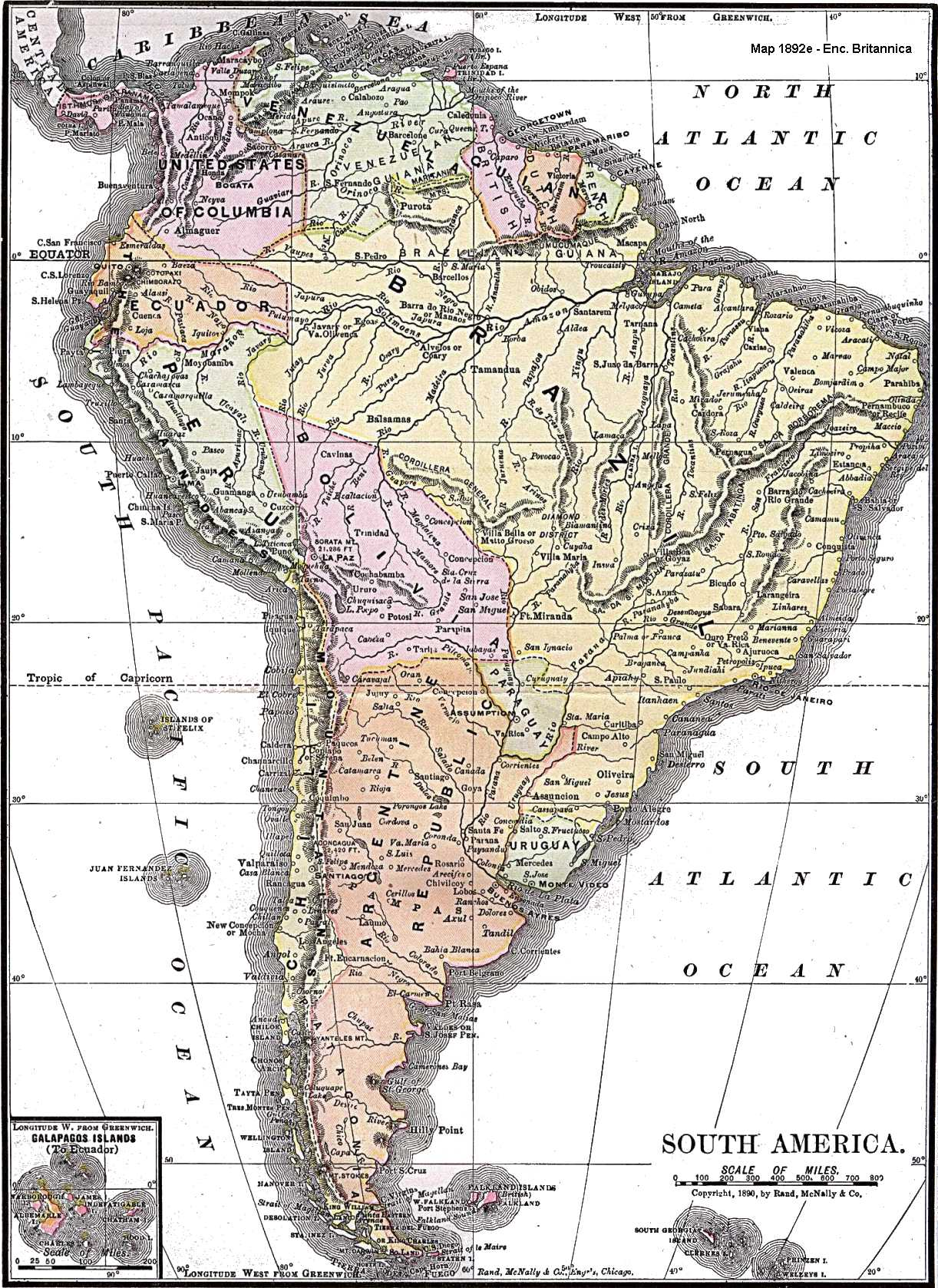
1892年南美洲地图

南美洲历史主要是对南美洲过去的书面记载、口述历史和文化的研究。南美洲大陆仍然是原住民的家园，其中一些原住民在 14 世纪末 15 世纪初欧洲人到来之前就已经建立了高度文明。南美洲在历史上拥有多种多样的人类文化和文明形式。秘鲁的卡拉苏佩文明（又称北奇科文明）是美洲最古老的文明，也是世界上最早的六个独立文明之一；它与埃及金字塔同时代。它比中美洲的奥尔梅克文明早近两千年。

## 史前
在古生代和中生代，南美洲和非洲连接在一起，称为冈瓦那大陆。

## 哥伦布前时代
美洲大陆最早的人类被认为是从东亚地区经过白令海峡抵达。

## 欧洲殖民
1452年至1493年，一系列教皇的投机者来到新世界。
1494年，葡萄牙和西班牙簽订《托德西利亚斯条约》。规定了两大势力对于西半球的瓜分。
1498年，哥伦布考察了美洲。

## 独立和19世纪

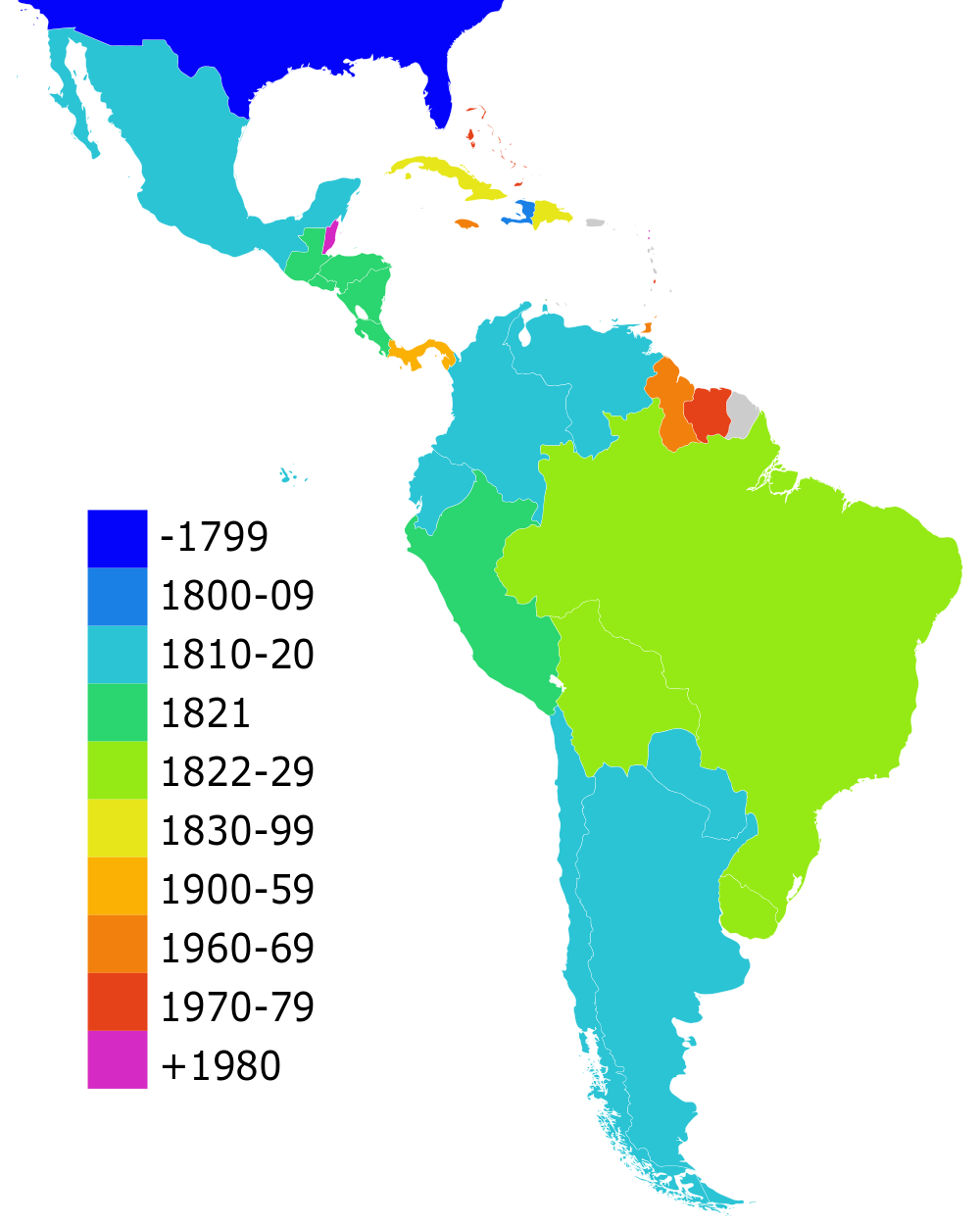
美洲国家独立年份

19世纪，西班牙在南美洲的殖民地纷纷独立。

## 20世纪
大萧条对于南美洲地区是一个巨大挑战。世界经济的崩溃代表这需求的衰减。

## 21世纪
进入21世纪，南美洲政治转向左派。